# Wilhelm Schneider (Politiker, 1913)
Wilhelm Schneider (* 13. Januar 1913 in Niederburg; † 6. Februar 1995 in Oberwesel) war ein deutscher Politiker (SPD).

## Leben
Schneider besuchte die Volksschule bis 1927 und absolvierte im Anschluss eine Lehre in der Rheinschifffahrt. Nach Ausbruch des Zweiten Weltkrieges wurde er zur Wehrmacht einberufen und leistete von 1939 bis 1941 sowie von 1943 bis 1944 Kriegsdienst.
Nach dem Kriegsende arbeitete Schneider ab 1945 als Angestellter in der Verwaltung der Stadt Oberwesel. 1950 legte er die Erste Verwaltungsprüfung ab.
Neben seiner beruflichen Tätigkeit wirkte Schneider ab 1947 als Vorsitzender der AOK-Kreisverbandes Sankt Goar und ab 1953 als Vorstandsmitglied der AOK-Verbände für die Regierungsbezirke Koblenz und Montabaur. Zudem war er ab 1953 Vorsitzender des VdK-Kreisverbandes Sankt Goar.
Schneider trat 1929 in die SPD ein und beteiligte sich nach 1945 am Wiederaufbau der Partei im Kreis Sankt Goar. Er engagierte sich kommunalpolitisch und war von 1948 bis 1952 Ratsherr der Stadt Oberwesel. Des Weiteren war er Mitglied des Kreistages im Landkreis Sankt Goar und dort ab 1957 Vorsitzender der SPD-Fraktion. Vom 1. Mai 1958, als er für den verstorbenen Abgeordneten Wilhelm Maschke über die Landesliste der SPD ins Parlament nachrückte, bis zum Ablauf der dritten Legislaturperiode im Mai 1959 war er Mitglied des Landtages von Rheinland-Pfalz.